# Volkswagen Touran I
 Ikke at forveksle med Volkswagen Routan.
Volkswagen Touran I (type 1T) er en kompakt MPV fra Volkswagen. Bilen er ligesom Golf V og Golf VI baseret på PQ35-platformen og har separate hjulophæng for og bag, hvor Volkswagen Caddy, som er bygget på samme platform, har stiv bagaksel. Touran har som standard fem siddepladser, men kan mod merpris udstyres med i alt syv siddepladser, som kan sænkes ned i bagagerumsgulvet og klappes op efter behov. Touran kom på markedet i Tyskland i februar 2003 og blev i begyndelsen af 2004 den mest solgte bil i sin klasse.

## Touran (2003−2006)
Touran findes i udstyrsvarianterne Conceptline, Trendline og Highline. Til det standardmæssige sikkerhedsudstyr hører fører- og passagerairbag, sideairbags foran og gardinairbags for første og anden sæderække såvel som elektronisk stabilitetsprogram (ESP). Alle modeller har radio med cd-afspiller som standard, klimaanlæg hører til standardudstyret fra og med Trendline.

## Touran GP (2006−2010)
Den faceliftede Touran („Große Produktaufwertung“, GP) blev leveret fra november 2006. Blandt andet frontpartiet, baglygterne, den bageste stødfangerliste og midterkonsollens farve var ændret. Derudover kom der en ny motor på programmet: 1.4 TSI med 125 kW (170 hk), som allerede kunne fås i Golf GT, kunne nu også fås i Touran, hvor den afløste både 1.6 FSI og 2.0 FSI.
I 2007 kom CrossTouran på markedet. CrossTouran er en modelvariant med offroad-optik, men dog uden firhjulstræk.
I anledning af europamesterskabet i fodbold 2008 kom specialmodellen "United" på markedet i 2008, og i 2009 fulgte specialmodellen "Freestyle". Begge er baseret på Trendline-udstyrsniveauet og har som standard bl.a. radionavigationssystem og alufælge.
- Touran GP
- Volkswagen Touran (2006–2010)
- Bagende
- Interiør
- Volkswagen CrossTouran
(2007–2010)
- Bagenden af CrossTouran

## Touran GP2 (2010−2015)
På Auto Mobil International i Leipzig viste Volkswagen det andet store facelift til Touran, som sælges siden august 2010. I forhold til Touran GP er alle karrosseridele med undtagelse af dørene ændret. Optisk ligner Touran anden generation af Volkswagen Sharan.
Den billigste udstyrsvariant er nu Trendline, den mellemste Comfortline. Alle modeller har nu klimaanlæg som standard og elektriske ruderegulatorer foran og bagi. For første gang findes til Touran et stort panoramaskydetag som ekstraudstyr. Modellen findes kun med TSI-benzinmotorer og commonrail-TDI-dieselmotorer.
Den nye basismotor er 1.2 TSI med 77 kW (105 hk). Med den findes en benzinmotor i Touran for første gang med BlueMotion Technology. Gennem en længere gearudveksling, genvinding af bremseenergi og start-stop-system kan brændstofforbruget nedsættes til 5,9 l/100 km og CO2-udslippet til 139 g/km. Ved den tidligere basismotor med 75 kW (102 hk) var brændstofforbruget 8,1 l/100 km og CO2-udslippet 193 g/km.
- Volkswagen Touran 1.4 TSI Comfortline (fra 2010)
- Forfra
- Bagfra
- Interiør

## Sikkerhed
Touran er i 2003 blevet kollisionstestet af Euro NCAP med et resultat på fem stjerner ud af fem mulige..

## Motorer
Touran findes med benzinmotorer fra 75 kW (102 hk) til 130 kW (177 hk) såvel som dieselmotorer fra 66 kW (90 hk) til 125 kW (170 hk). Alle motorerne har fire cylindre og (med undtagelse af 1.6 og 2.0 EcoFuel) direkte indsprøjtning. Alle dieselmotorer kan fra fabrikken fra modelår 2007 leveres med partikelfilter mod merpris, og fra modelår 2011 er det standard. De fleste motorer findes med dobbeltkoblingsgearkasse (DSG).
| Model             | Cylindre | Ventiler | Slagvolume cm³ | Max. effekt kW (hk) / omdr. | Max. drejningsmoment Nm / omdr. | Motorkode              | 0-100 km/t sek. | Topfart km/t | Byggeår          |
| ----------------- | -------- | -------- | -------------- | --------------------------- | ------------------------------- | ---------------------- | --------------- | ------------ | ---------------- |
| Benzinmotorer     |          |          |                |                             |                                 |                        |                 |              |                  |
| 1.2 TSI           | 4        | 8        | 1197           | 77 (105) / 5000             | 175 / 1550 − 4100               | CBZB                   | 11,9            | 185          | 5/2010 −         |
| 1.4 TSI           | 4        | 16       | 1390           | 103 (140) / 5600            | 220 / 1500 − 4000               | BMY                    | 9,8             | 200          | 1/2006 − 4/2009  |
| 1.4 TSI           | 4        | 16       | 1390           | 103 (140) / 5600            | 220 / 1250 − 4000               | CAVC / CTHC            | 9,8             | 200          | 4/2009 −         |
| 1.4 TSI           | 4        | 16       | 1390           | 125 (170) / 6000            | 240 / 1500 − 4750               | BLG / CAVB / CTHB      | 8,5             | 212          | 1/2007 −         |
| 1.4 TSI EcoFuel1  | 4        | 16       | 1390           | 110 (150) / 5500            | 220 / 1500 − 4500               | CDGA                   | 10,1            | 203          | 4/2009 −         |
| 1.6               | 4        | 8        | 1595           | 75 (102) / 5600             | 148 / 3800                      | BGU / BSE / BSF / CCSA | 12,9            | 179          | 6/2003 − 5/2010  |
| 1.6 FSI           | 4        | 16       | 1598           | 85 (115) / 6000             | 155 / 4000                      | BAG / BLF / BLP        | 11,9            | 186          | 1/2003 − 9/2006  |
| 2.0 EcoFuel1      | 4        | 8        | 1984           | 80 (109) / 5400             | 160 / 3500 − 4700               | BSX                    | 13,5            | 180          | 5/2006 − 4/2009  |
| 2.0 FSI           | 4        | 16       | 1984           | 110 (150) / 6000            | 200 / 3500                      | AXW / BLR / BLX / BVY  | 10,4            | 204          | 10/2003 − 9/2006 |
| Dieselmotorer     |          |          |                |                             |                                 |                        |                 |              |                  |
| 1.6 TDI DPF (CR)  | 4        | 16       | 1598           | 66 (90) / 4200              | 230 / 1500 − 2500               | CAYB                   | 14,7            | 174          | 7/2010 −         |
| 1.6 TDI DPF (CR)  | 4        | 16       | 1598           | 77 (105) / 4400             | 250 / 1500 − 2500               | CAYC                   | 12,8            | 183          | 5/2010 −         |
| 1.9 TDI (PD)      | 4        | 8        | 1896           | 66 (90) / 4000              | 210 / 1800 − 2500               | BRU / BXF / BXJ        | 14,9            | 171          | 11/2004 − 5/2010 |
| 1.9 TDI (PD)      | 4        | 8        | 1896           | 74 (100) / 4000             | 250 / 1900                      | AVQ                    | 13,5            | 177          | 1/2003 − 4/2004  |
| 1.9 TDI (PD)      | 4        | 8        | 1896           | 77 (105) / 4000             | 250 / 1900                      | BJB / BKC / BXE / BLS  | 13,2            | 179          | 9/2003 − 5/2010  |
| 2.0 TDI DPF (PD)1 | 4        | 8        | 1968           | 77 (105) / 3600             | 275 / 1750 − 2500               | CHWA                   |                 | 180          | 11/2008 − 5/2010 |
| 2.0 TDI (PD)      | 4        | 16       | 1968           | 100 (136) / 4000            | 320 / 1750 − 2500               | AZV                    | 10,6            | 197          | 1/2003 – 4/2004  |
| 2.0 TDI (PD)      | 4        | 16       | 1968           | 103 (140) / 4000            | 320 / 1750 − 2500               | BKD                    | 10,2            | 200          | 2/2004 − 5/2010  |
| 2.0 TDI DPF (PD)  | 4        | 8        | 1968           | 103 (140) / 4000            | 320 / 1750 − 2500               | BMM                    | 10,2            | 200          | 11/2005 − 5/2010 |
| 2.0 TDI DPF (CR)  | 4        | 16       | 1968           | 103 (140)2 / 4200           | 320 / 1750 − 2500               | CFHC                   | 9,9             | 201          | 5/2010 −         |
| 2.0 TDI DPF1 (PD) | 4        | 16       | 1968           | 120 (163) / 4200            | 350 / 1750 − 2500               |                        | 9,0             | 214          | 2/2006 − 5/2010  |
| 2.0 TDI DPF (PD)  | 4        | 16       | 1968           | 125 (170) / 4200            | 350 / 1750 − 2500               | BMN                    | 9,0             | 214          | 2/2006 − 5/2010  |
| 2.0 TDI DPF (CR)  | 4        | 16       | 1968           | 125 (170) / 4200            | 350 / 1750 − 2500               | CFJA                   | 8,9             | 213          | 5/2010 − 1/2013  |
| 2.0 TDI DPF (CR)  | 4        | 16       | 1968           | 130 (177) / 4200            | 380 / 1750 – 2500               | CFJB                   | 8,8             | 208          | 2/2013 –         |

1 Denne motor findes ikke på det danske modelprogram

2 For visse eksportlande 100 kW (136 hk)

3 For visse eksportlande 120 kW (163 hk)

## Efterfølger
I 2014 introduceres en Golf VII-baseret efterfølger med samme navn.